# Nocadeň
Nocadeň (Nederlands: Nacht en dag) is een Slowaakse rockband uit Košice opgericht in 1997 door de broers Rasťo en Róbert Kopina. Samen met Katarína Knechtová, de leadzangeres van PEHA, hebben ze het liedje "Nestrieľajte Do Labutí" (Nederlands: Schiet niet op zwanen) opgenomen.

## Bandleden
- Rasťo Kopina - zang, mondharmonica
- Róbert Kopina - gitaar
- Boris Mihálik - basgitaar
- Petr Gufrovič - drums

## Discografie
- Nocadeň (2000)
- Slová Už Nevravia Nič (2001)
- Katarzia (2003)
- Nestrieľajte Do Labutí (2005)
- Retrospektíva (2006)
- Ikony (2008)